# Romanç (poesia)
El romanç és un tipus de composició poètica. Està compost d'una sèrie de versos heptasíl·labs amb rima assonant als versos parells. El seu origen es troba dins la cançó de gesta, de la qual es destacaven fragments pel públic que van acabar esdevenint poemes independents. A imitació d'aquells, es varen crear noves obres, de temàtica més variada. És un poema característic de la tradició oral, i es va popularitzar al segle xv. Es recollien en col·leccions i eren generalment poemes narratius d'una gran varietat temàtica. S'acostumaven a interpretar declamant, cantant o intercalant el cant i la declamació.
Des de l'aparició de la impremta, com diu l'antropòleg i historiador Julio Caro Baroja es va introduir un gènere popular fet en vers i d'origen primer oral i després escrit, que es va publicar en fulls solts. S'anomenaven romanços de cec, i eren folis plegats en dos o en quatre que, a part dels versos, contenien il·lustracions xilogràfiques o, ja les acaballes del segle xix, fotogravades. N'hi ha una col·lecció molt extensa a la Biblioteca de Catalunya.